# Niedere Börde
Niedere Börde es un municipio situado en el distrito de Börde, en el estado federado de Sajonia-Anhalt (Alemania), a una altitud de 90 metros. Su población a finales de 2015 era de unos 7000 habitantes y su densidad poblacional, 90 hab/km².
Se encuentra ubicado a la orilla del río Ohre.